# Hawajka półżuchwowa
Hawajka półżuchwowa (Hemignathus lucidus) – gatunek małego ptaka z rodziny łuszczakowatych (Fringillidae). Endemiczny dla trzech wysp na Hawajach. Prawdopodobnie wymarły, zaklasyfikowany jako krytycznie zagrożony.
Hawajka półżuchwowa to mierzący około 13–15 cm długości ptak o brązowooliwkowym wierzchem ciała z jaśniejszym wierzchem głowy, skrzydłami i pokrywami nadogonowymi. Spód ciała przybiera kolor żółty. Charakterystyczną cechą jest wspomniana w nazwie dysproporcja między szczęką górną a żuchwą, która jest znacznie krótsza.
H. lucidus jest dzielony przez Międzynarodowy Komitet Ornitologiczny na 3 podgatunki, z czego każdy zasiedlał (lub zasiedla) inną wyspę Hawajów – Kauaʻi, Oʻahu i Maui. Ptaki żywią się owadami (w tym chrząszczami i dużymi larwami) i nektarem. Od 1994 roku IUCN uznaje gatunek za krytycznie zagrożony wyginięciem; ostatni raz pewna obserwacja odbyła się w 1996. Prawdopodobnie gatunek wymarły.

## Taksonomia
Po raz pierwszy gatunek opisał Martin Heinrich Carl Lichtenstein w 1838. Holotyp pochodził z Oʻahu. Lichtenstein pozyskał także okaz młodociany, który uwiecznił na tablicy barwnej wraz z wizerunkiem dorosłego osobnika (patrz ilustracja po prawej); wszystkie zebrał dla niego Ferdinand Deppe. Nowo opisanemu gatunkowi przydzielił nazwę Hemignathus lucidus. Nazwę utrzymuje Międzynarodowy Komitet Ornitologiczny (2015). Wyróżnia 3 podgatunki. Holotyp podgatunku H. l. hanapepe pochodzi z census-designated place o nazwie Hanapēpē (obecnie hrabstwo Kauaʻi).
Nazwa rodzajowa Hemignathus pochodzi z greki od przedrostka hēmi- – oznaczającego pół- lub mały – oraz gnathos – żuchwa. Nazwa gatunkowa, lucidus, pochodzi z łaciny i znaczy „jaskrawy” lub „jasny” (lux, lucis – światło). Miejscowa, zwyczajowa nazwa ptaka – Nukupuʻu – odnosi się do mocno wygiętego, zaokrąglonego dzioba tego ptaka.
Podgatunki H. l. affinis i H. l. hanapepe zostały najpierw opisane jako odrębne gatunki; Walter Rothschild opisując nowy podgatunek, H. l. affinis, zauważył już, że jest blisko spokrewniony z H. l. hanapepe. Jednak autorzy The Howard and Moore Complete Checklist of the Birds of the World proponują inny podział rodzaju Hemignathus, według którego należy wyodrębnić z hawajki półżuchwowej dwa gatunki: hawajkę czarnokantarową (H. hanapepe) i hawajkę leśną (H. affinis). Opcja rozdzielenia została rozpatrzona pozytywnie przez American Ornithologists’ Union w lutym 2015 – rozdzielenie gatunku znalazło się w propozycjach zamieszczonych pod sekcją poświęconą nowym informacjom dotyczącym hawajek (Revise species limits in three extinct comp lexes of Hawaiian honeycreepers). Przesłanką miały być znaczące różnice w upierzeniu podgatunków oraz nieopublikowane badania R.C. Fleishera, mające dowodzić odrębności genetycznej. Również Międzynarodowy Komitet Ornitologiczny uznaje podział przedstawiony przez autorów The Howard and Moore Complete Checklist of the Birds of the World.

## Morfologia

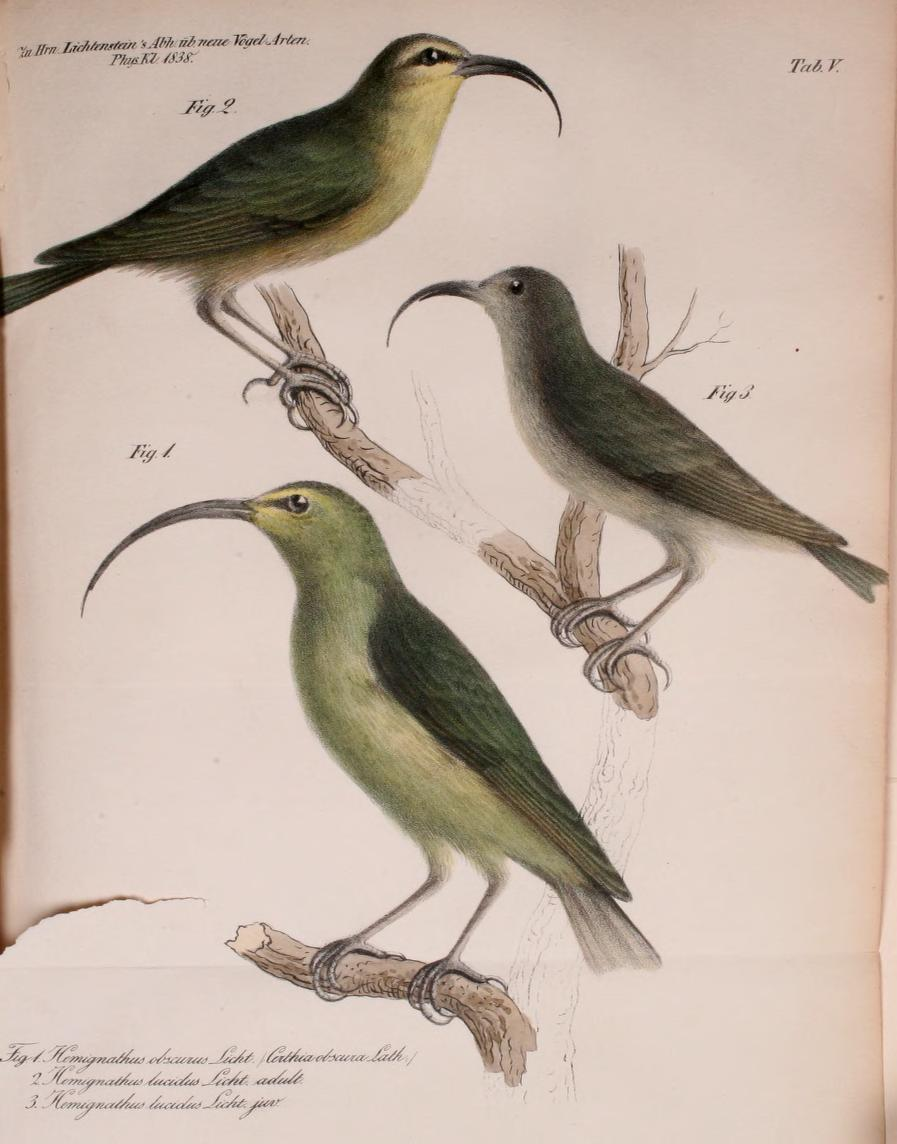
1. Hawajka cienkodzioba (Akialoa obscura)
2. Hawajka półżuchwowa (Hemignathus lucidus lucidus) – dorosły; 3. – młody

Opis dotyczy podgatunku nominatywnego. Informacje dotyczące dwóch pozostałych znajdują się w sekcji Podgatunki. Wierzch ciała oliwkowozielony, z wierzchu głowy jaśniejszy (lub trawiastozielony), jaśniejszy także na skrzydłach i pokrywach nadogonowych. U jednego okazu z kolekcji z Paryża kantarek i linia za okiem czarnobrązowe. Nad okiem przebiega rozpoczynająca się na czole jaskrawa żółtopomarańczowa brew. Lichtenstein wspomniał o pomarańczowym gardle i bokach głowy, jednak Rothschild nie odnotował takiej cechy. Za to Lafresnaye wspomina o żywożółtej brwi, wyższej części szyi i piersi – u okazu z Paryża broda, gardło i wyższa część piersi są żółtopomarańczowe. Brzuch żółty, w okolicach kloaki pióra stają się szarozielone. U samicy wierzch ciała matowy, brązowooliwkowy, ze śladami zielonego z wierzchu głowy, na kuprze i w wyższej części pokryw nadogonowych oraz na krawędziach lotek i sterówek. Kantarek popielaty, brew słabo widoczna. Boki głowy i gardło żółtawe. Pozostała część spodu ciała jasna, szarobrązowa, po bokach ciała bardziej brązowooliwkowa.
Perkins napisał, że u wszystkich gatunków Hemignathus występują wokół nozdrzy dobrze rozwinięte pióra szczeciniaste.

### Wymiary
Według pierwszego opisu Lichtensteina długość ciała hawajki półżuchwowej wynosi około 15,2 cm (6 cali). Rothschild nie posiadał wiele więcej danych; dodał, że inną wartość podał Sharpe – blisko 13,2 cm, zaś pewien okaz z kolekcji z Frankfurtu miał długość około 14 cm. Już Lichtenstein zauważył znaczące różnice w długości szczęki górnej i żuchwy; górna szczęka miała mieć długość około 32 mm (1,25 cala), żuchwa około 17 mm (oryg. 8 linii = ⅔ cala). Rothschild przytoczył przykłady okazów, u których długość górnej szczęki wynosiła blisko 25, 28, 30 mm. Pozostałe znane, przybliżone wymiary H. l. lucidus (wraz z holotypem): długość skrzydła: 75 i 71 mm, długość ogona: 76, 74 i 45 mm, skoku – 18–21 mm.
Długości kości długich zmierzona u muzealnego okazu (szkieletu) hawajki półżuchowowej podgatunku H. l. affinis: kość udowa – 16,6 mm; tibiotarsus – 28 mm; skok (tarsometatarsus) – 23,4 mm.

## Zasięg występowania
Każdy podgatunek hawajki półżuchwowej występuje (lub występował) na innej wyspie Hawajów; Kauaʻi (H. l. hanapepe), Oʻahu (H. l. lucidus) i Maui (H. l. affinis). Zasięg na Maui nie obejmował całej wyspy; ptak występował na północno-zachodnim zboczu Haleakalā i West Maui Mountains. BirdLife International szacuje łączny zasięg występowania na 22 km².
Jeden okaz miał być odłowiony na wyspie Hawaiʻi, gdzie występuje endemicznie inny przedstawiciel rodzaju – hawajka pełzaczowata (Hemignathus wilsoni). Według R.C. Fleischera mtDNA wskazuje na to, że jednak jest to osobnik z Oʻahu (jest to osobista uwaga Fleischera do innego artykułu; badań nie opublikowano).

## Ekologia
Na Maui gatunek współcześnie stwierdzano na obszarach położonych na wysokości pomiędzy 1450(1200)–2000 m n.p.m.. Dolina Koaiʻe na Kauaʻi, gdzie ptak był widziany w 1995, rozciąga się między 1000 a 1300 m n.p.m., na Kauaʻi H. l. hanapepe można było spotkać na wysokościach między około 600 a 900 m n.p.m. Na Oʻahu i Kauaʻi hawajka półżuchwowa została zaobserwowana m.in. w koronach Acacia koa oraz mniejszych drzew z rodzajów Sohpra i Myoporum. Osobniki tego gatunku uważane są za towarzyskie: na Maui często występowały w towarzystwie hawajki papugodziobej (Pseudonestor xanthophrys).
Długa pieśń osobników z Maui miała przypominać pieśń introdukowanego na wyspy przedstawiciela Carpodacus (jest nim dziwuszka ogrodowa, Haemorhous mexicanus syn. Carpodacus mexicanus). Głos kontaktowy był podobny jak u hawajki pełzaczowatej. Pieśń ptaków z Kauaʻi opisano jako krótki, ale raczej słodki szczebiot, składający się z około 6 dźwięków. Pieśń hawajki półżuchwowej i pełzaczowatej jest identyczna, jak u hawajki papugodziobej.
W żołądkach ptaków z Maui znaleziono owady, w tym małe chrząszcze i szczątki dużych larw; hawajki półżuchwowa i pełzaczowata żywią się ryjkowcami, szczególnie z rodzaju Oodemas. Hawajka półżuchwowa w poszukiwaniu zdobyczy żuchwą podważała korę, a następnie wyciągała owady dłuższą, górną szczęką; odgłos towarzyszący tej czynności miał być słyszalny z bliskiej odległości. W poszukiwaniu owadów ptaki te penetrowały również mchy, wyciągały owady górną szczęką a następnie uśmiercały je potrząsając nimi jak pies szczurem. Obserwowano osobniki podgatunku H. l. hanapepe połykające drobne fragmenty zastygłej lawy – przypuszczano, że miało to wspomóc rozdrabnianie twardych pancerzyków ryjkowców. W pierwszym opisie znalazła się informacja o ptakach przebywających na plantacji bananowców, zainteresowanych kwiatami owych roślin. Titian Peale, który miał obserwować hawajki półżuchwowe na wyspie Hawaiʻi (lub Oʻahu), napisał:

Znaleziono ptaki zamieszkujące wyspę Hawaiʻi, razem z powyższym gatunkiem [hawajką cienkodziobą]; bardzo podobne w zwyczajach; dziób swym kształtem jest w godny podziwu sposób przystosowany do pozyskiwania nektaru, jak i owadów, z kwiatów przeróżnych i ogromnych lobelii

Ptaki na Maui żywiły się także nektarem Metrosideros polymorpha (Ohia). 
Rothschild zwrócił uwagę na dziwny zapach u postrzelonych ptaków (określił go jako nieprzyjemny), charakterystyczny dla innych przedstawicieli Hemignathus. Wymienił także inne rodzaje ptaków, które miały cechować się takim zapachem – najmocniejszym u Himatione, słabszym u hawajki papużkowatej (Loxioides bailleu), hawajki żółtogłowej (Psittirostra psittacea), hawajki kraterowej (Chloridops kona) i Rhodacanthis. Autor wysnuł przypuszczenie, że przyczyną zapachu jest zakładanie gniazd w dziuplach. Jedynymi niewymarłymi gatunkami spośród wymienionych są hawajka karminowa (Himatione sanguinea) i hawajka papużkowata. Gniazda hawajki karminowej to przeważnie konstrukcje o kształcie kubka zawieszonego między gałęziami, ale znajdywano je także w otworach zastygłej lawy i dziuplach; hawajka papużkowata nie gniazduje w dziuplach. Na Maui Perkins znalazł gniazdo, umieszczone około 7,5 m nad ziemią w rozwidleniu gałęzi A. koa; miało prosty kształt kubka i było dobrze schowane w gąszczu szarych porostów. Wewnątrz znajdowały się 4 pisklęta. Autor był przekonany, że było to gniazdo hawajki półżuchwowej, jednak nie poparł tego żadnym dowodem.

## Status zagrożenia

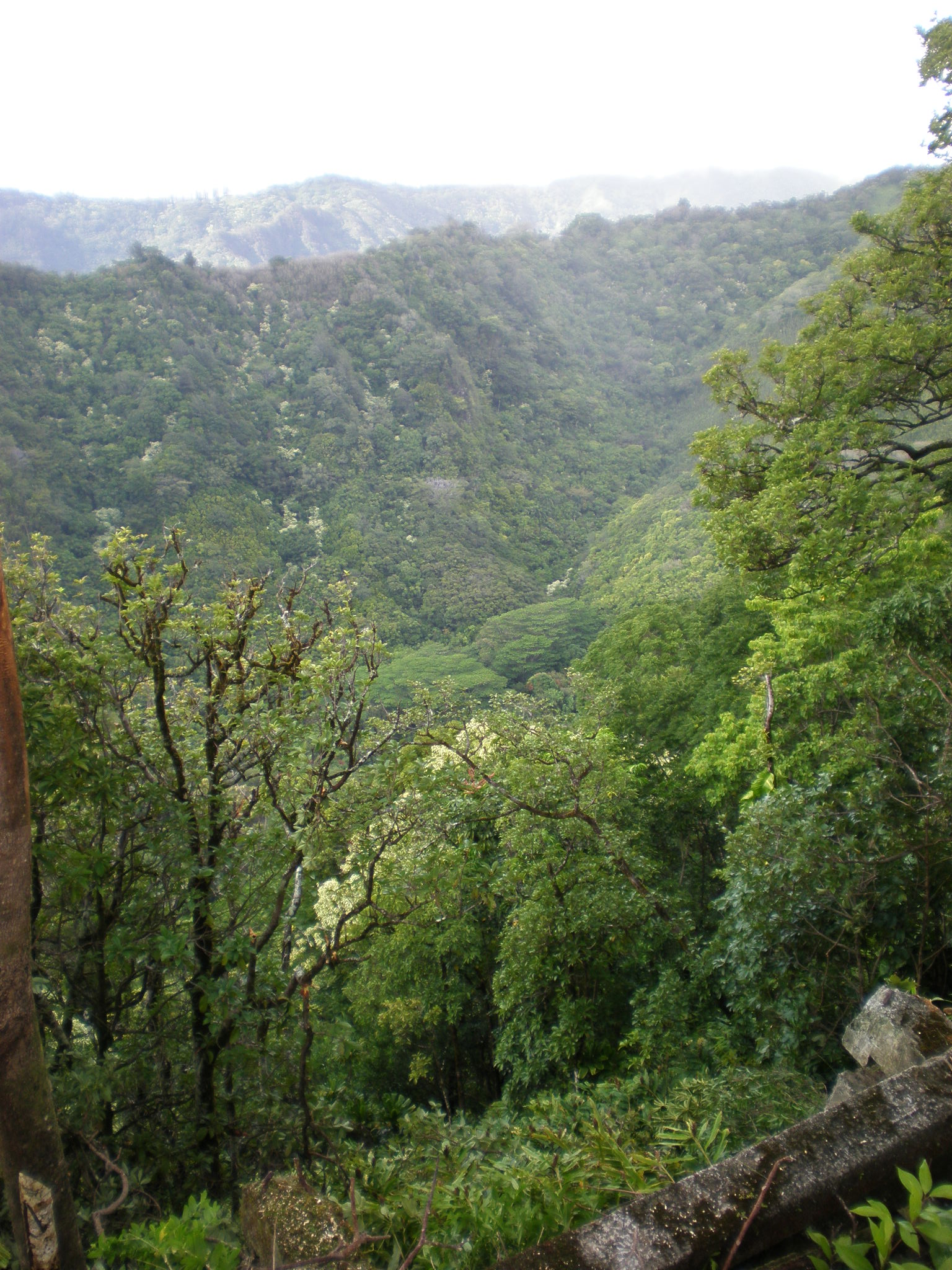
Dolina Nuʻuanu, gdzie w 1837 Deppe i Townsend odłowili kilka okazów wymarłego podgatunku

IUCN klasyfikuje gatunek jako krytycznie zagrożony wyginięciem (CR, Critically Endangered) nieprzerwanie od 1994. Prawdopodobnie wymarły; ostatnia pewna obserwacja miała miejsce w 1996. 
BirdLife International wskazuje za główną przyczynę wymarcia niszczenie drzew Acacia koa przez bydło – prawdopodobnie był to preferowany przez H. lucidus gatunek drzewa. Już w 1903 Perkins zwrócił uwagę, że pas akacji tego gatunku w niższych partiach lasu został prawie całkowicie zniszczony. Wyższe partie lasów są degradowane przez introdukowane na wyspy ssaki kopytne.
Podgatunek nominatywny prawdopodobnie wymarł w połowie lub pod koniec XIX wieku. H. l. lucidus w czasie wizyty Deppe na Oʻahu miał być liczny, jednak możliwe, że Lichtenstein obserwował hawajki zielone (Chlorodrepanis virens). W 1838 co najmniej 9 osobników zostało odłowionych na wyspie; podgatunek był także obecny na Oʻahu podczas wyprawy badawczej ze Stanów Zjednoczonych w latach 1840–1841. Obserwacje w 1837 roku były pierwszymi i zarazem ostatnimi. Według lokalnej ludności podgatunek mógł przetrwać w niższych partiach lasu do około 1860.
Podgatunek H. l. hanapepe miał być kilkukrotnie obserwowany w latach 1968–1998, jednak nie są to pewne obserwacje; prawdopodobnie duża część, jeśli nie wszystkie, dotyczyła hawajki oliwkowej (Chlorodrepanis stejnegeri). Późniejsze ekspedycje na Kauaʻi (rezultaty opublikowano w 2001 i 2003) nie przyniosły rezultatów. Prawdopodobnie podgatunek wymarł.
W 1892 wyspa Maui, gdzie tamtego roku został odkryty podgatunek H. l. affinis, miała być mało poznana i niezbadana. W 1903 roku był to gatunek pospolity. W 1965 podgatunek został oznaczony jako wymarły lub prawdopodobnie wymarły. Ponownie został odkryty 24 sierpnia 1968, ostatni raz obserwowany w 1995.